# Le Christ outragé
Le Christ outragé est un tableau du peintre allemand Matthias Grünewald et fait partie de ses premières œuvres (vers 1503-1505). Il est conservé dans l'Alte Pinakothek de Munich.

## Description
Jésus de Nazareth est assis les yeux bandés sur un muret de pierre. Ses mains et ses bras sont attachés avec une corde. Un tortionnaire se tient devant lui, tirant sur la corde et tournant le dos au spectateur. Un autre homme a levé le poing pour frapper le Christ ligoté et en même temps lui tire les cheveux. Un homme s'approche par la droite, tenant un bâton dans la main gauche et retenant l'individu qui s'apprête à le frapper de la main droite. Un homme plus âgé s'est tourné vers lui, a posé sa main sur son épaule et semble lui parler. Trois autres hommes sont à l'arrière-plan : sur le bord gauche, on peut voir un ménestrel jouer de la flûte à une main tout en battant un tambour en même temps. Le plus jeune des deux autres hommes a l'air impassible, presque enjoué. Le troisième, dont seule la tête est visible sur le bord droit de l'image, semble se contorsionner de chagrin.

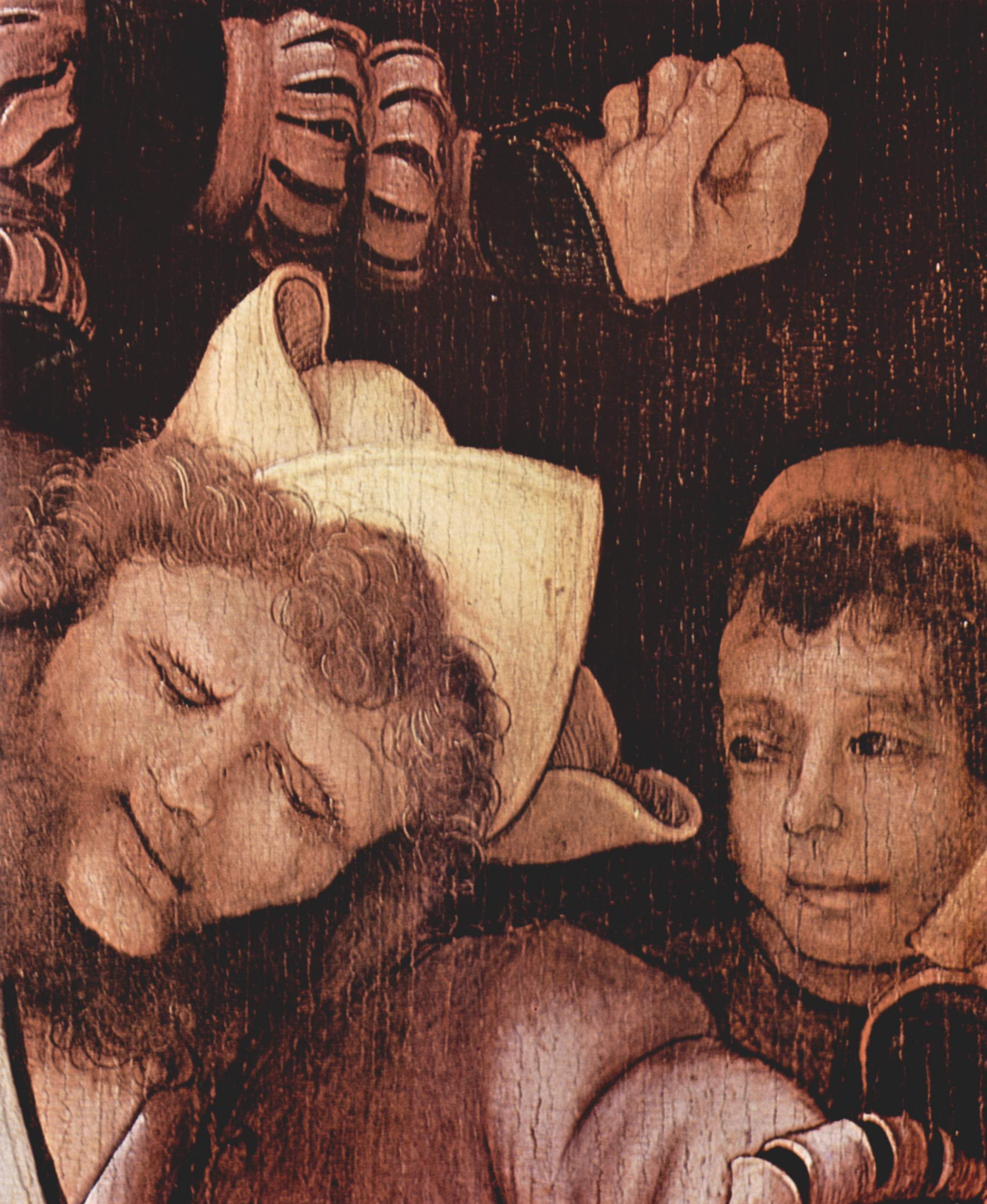
Vue détaillée des moqueurs.
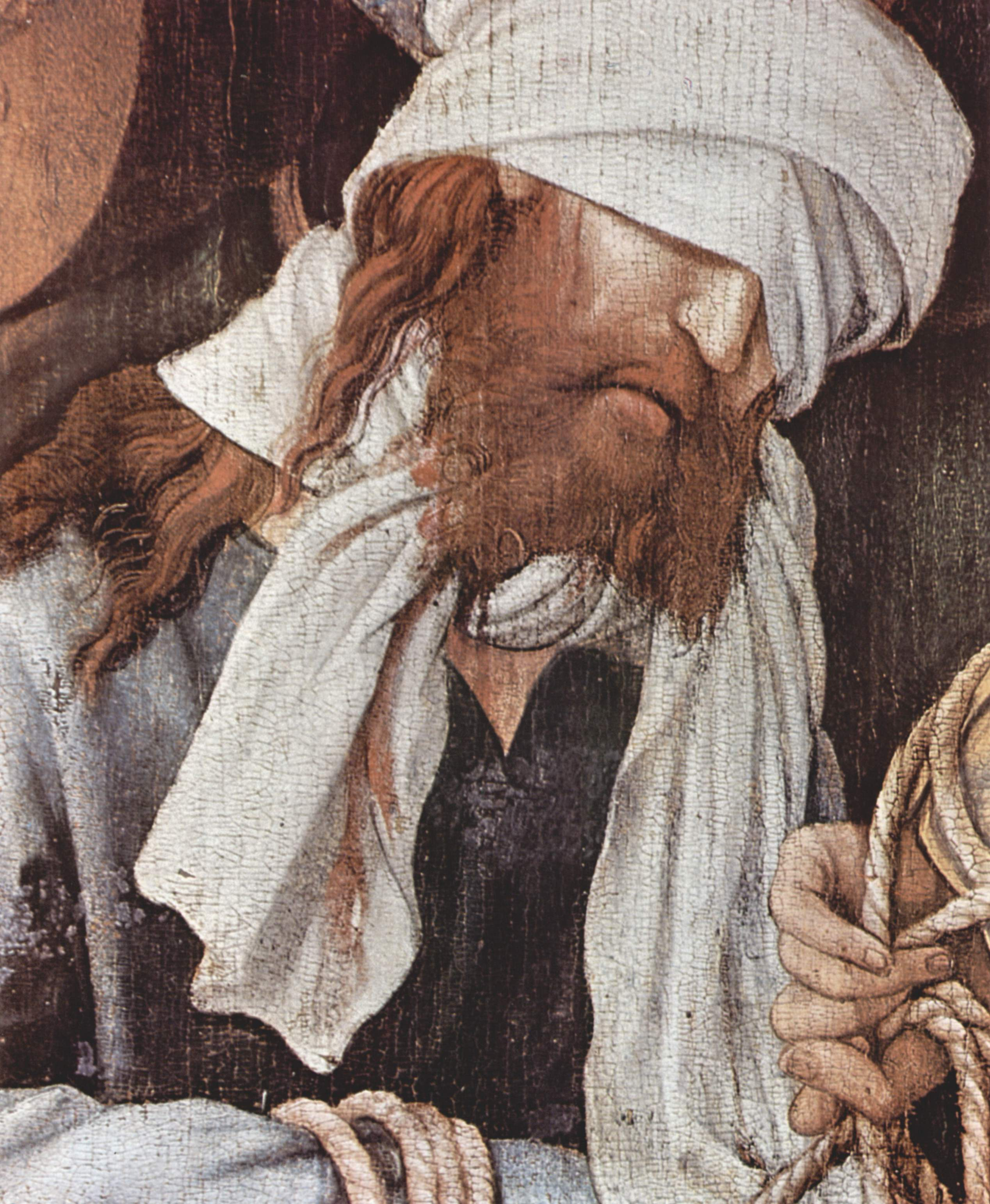
Vue détaillée du Christ.

## Littérature
- Horst Ziermann, Erika Beissel; Matthias Grünewald, Prestel Verlag Munich, 2001,  (ISBN 3-7913-2432-2)
- Berta Reichenauer; Grünewald, Kulturverlag Thaur, 1992,  (ISBN 3-85395-159-7)

- VIAF
- LCCN
- GND
- WorldCat